# HD 4247
HD 4247，又名BD-22 127，SAO 166528、HR 197，是一颗恒星，视星等为5.24，位于銀經106.02，銀緯-84.66，其B1900.0坐标为赤經0h 39m 47.5s，赤緯-22° -84.66′ 21″。